# Paruline de Fraser
Myiothlypis fraseri
Espèce
Répartition géographique
Statut de conservation UICN

 LC  : Préoccupation mineure
La Paruline de Fraser (Myiothlypis fraseri) est une espèce de passereaux appartenant à la famille des Parulidae.

## Distribution et habitat
La paruline de Fraser habite les forêts et les lisières forestières de l'ouest de l'Équateur et du nord-ouest du Pérou en deçà de 1 900 m d'altitude.

## Sources
- (en) UICN : espèce Basileuterus fraseri (Sclater, 1884) (consulté le 29 mai 2015)
- (en) Congrès ornithologique international : Myiothlypis fraseri dans l'ordre Passeriformes
- (en) « Neotropical Birds Online », Cornell Lab of Ornithology, 6 avril 2011